# Simbiling
Simbiling, ook wel Shambuling Gonpa of Taklakot Gompa, was een Tibetaans boeddhistisch klooster. Simbiling stond naast het grote fort Tegla Kar op een heuvelrug in de regio Burang, in de prefectuur Ngari, net over de grens van Nepal in de Tibetaanse Autonome Regio.
De heuvelrug bevindt zich boven een reeks grotwoningen. Het klooster had 100 kamers en werd bewoond door enkele honderden monniken uit de gelugtraditie. Zowel Simbiling als het fort Tegla Kar werden in 1967 tijdens de Culturele Revolutie volledig verwoest. Het klooster Khorzhag dat zich op een afstand van 15 km bevindt, bleef wel gespaard. In 2003 werd begonnen aan de herbouw van het klooster door Trugo Lama, Lobsang Samten en enkele monniken die er nu leven.
Iets lager ligt de boeddhistische tempel Tsegu die oorspronkelijk als bön-tempel dienstdeed.